# Avenida da Liberdade (Lisboa)
Después del Terremoto de 1755 el Marqués de Pombal creó un paseo público en el área ocupada por la parte inferior de la Avenida da Liberdade y de la Praça dos Restauradores. A pesar del nombre, estaba rodeado por muros y portones por donde solo podían pasar miembros de la alta sociedad. En 1821, cuando los liberales subieron al poder, fueron derruidos los muros y el paseo quedó abierto para todo el mundo.

La avenida que se puede ver hoy, fue construida entre 1879-82 siguiendo el estilo de los Campos Elíseos de París. La gran avenida arbolada se convirtió en un centro de cortejos, festividades y manifestaciones. Incluye un monumento a los que perdieron la vida en la I Guerra Mundial. La avenida aún conserva cierta elegancia, con fuentes y explanadas bajo los árboles. Con 90 metros de anchura y pavimentos decorados con dibujos abstractos, actualmente se encuentra dividida por diez carriles de tráfico que unen los Restauradores con la Praça Marquês de Pombal, hacia el Norte. 

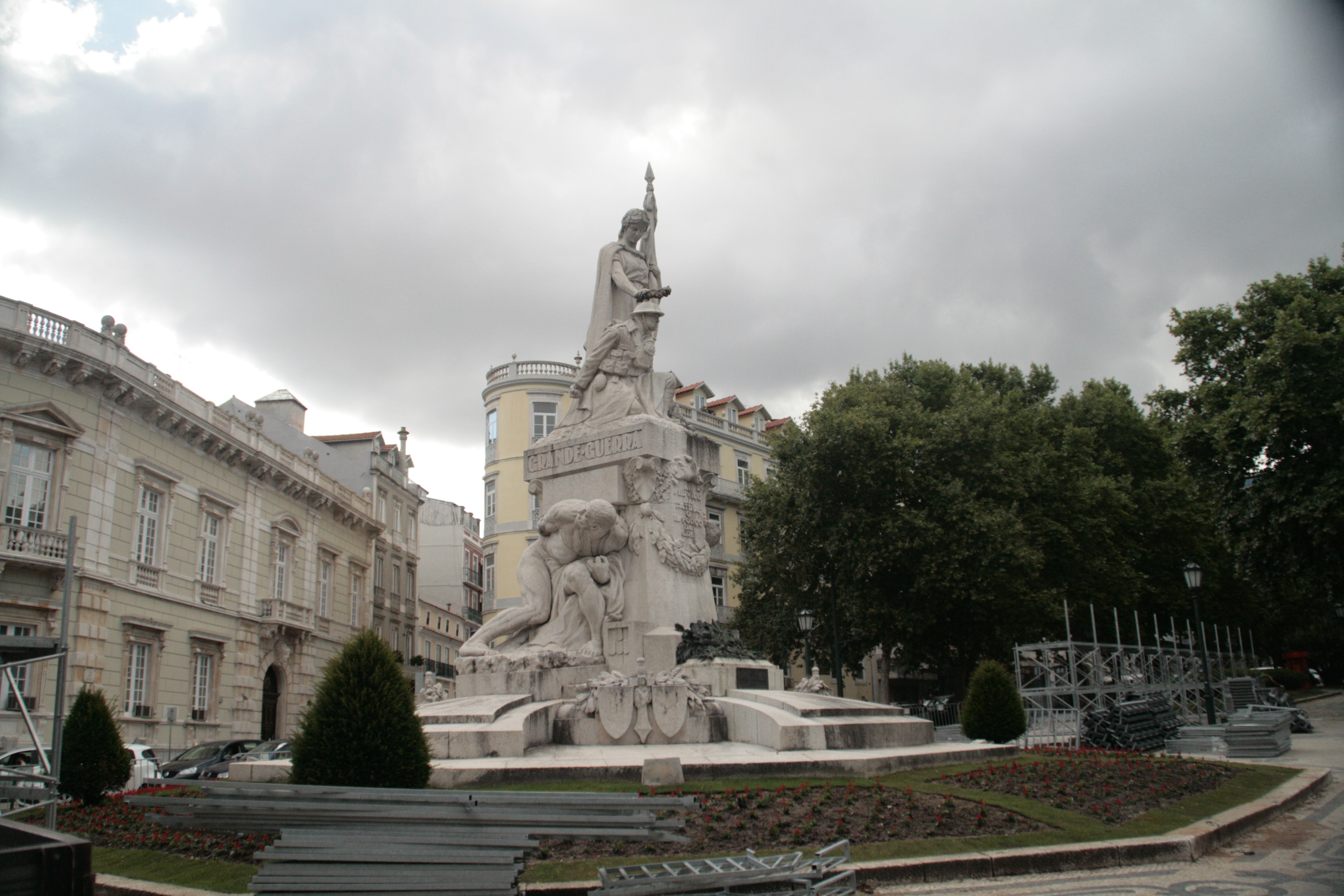
Monumento a los Muertos en la Gran Guerra.

Algunas de las mansiones originales se conservaron, incluido el cine neoclásico Tívoli, con un kiosco de los años 20 en el exterior. Pero muchos de los edificios antiguos fueron derribados para construir edificios de oficinas, hoteles y centros comerciales. 
Hacia la mitad de la Avenida da Liberdade, en dirección de Restauradores a Marqués de Pombal, se encuentra el «Monumento aos Mortos da Grande Guerra». En la acera derecha se encuentran también prestigiosas tiendas de lujo; tanto firmas internacionales de ropa, como por ejemplo Armani, Dolce & Gabbana y muchas más; como joyerías, firmas portuguesas, etc.